# Eingana (jeu vidéo)
 (avril 2025).
Si vous disposez d'ouvrages ou d'articles de référence ou si vous connaissez des sites web de qualité traitant du thème abordé ici, merci de compléter l'article en donnant les références utiles à sa vérifiabilité et en les liant à la section « Notes et références ».
Eingana est un logiciel d'exploration virtuelle sorti en 2003, permettant de visiter une réplique procédurale de la Terre à l'échelle 1:1. Développé par EMG et M-SAT, il combine des technologies d'imagerie satellite et de génération algorithmique pour créer un monde interactif. Le titre Eingana se distingue par une typographie où les lettres « i » et « n » sont fusionnées.

## Synopsis
Le joueur incarne une entité immatérielle capable d'explorer librement la planète entière : villes, montagnes, océans et forêts sont reconstitués avec une résolution variant de 1 km (globale) à 10 mètres (centres urbains). Le logiciel intègre :
- Une simulation météorologique dynamique
- Un cycle jour/nuit et des saisons réalistes
- Plus de 100 espèces animales (dont des créatures comme le Yéti)
- 30 types de véhicules (avions, bateaux...)
- 20 objets secrets
- 250 biomes différents

Une fonctionnalité permet de devenir "propriétaire" virtuel de parcelles de 1 km².

## Origine du nom
Le titre Eingana fait référence à Eingana, déesse serpent créatrice dans la mythologie aborigène australienne, associée à l'eau et à la vie.

## Développement

### Studio EMG
Fondé à Lyon par trois anciens d'Infogrames – Vincent Pourieux, Vincent Pelisson et Philippe Campion –, le studio EMG se présentait comme un développeur indépendant spécialisé dans les technologies 3D. Selon son site internet, la structure disposait :
- D'une équipe permanente de 10 personnes (directeurs techniques, artistes 2D/3D, programmeurs)
- De 15 postes Pentium III en réseau avec serveurs RAID
- D'un processus de développement éprouvé sur 14 ans
- D'une collaboration avec le pôle lyonnais LyonGames

Le studio revendiquait une capacité de production rapide (5 jeux en 3 ans) grâce à une gestion rigoureuse des ressources humaines et techniques. Ses locaux hébergeait également des indépendants et partenaires externes pour des projets spécifiques.

### Technologies clés
Eingana repose sur deux innovations techniques :
1. Le projet "Planet2000" de M-SAT, utilisant des mosaïques d'imagerie satellite avec une résolution de 30 mètres
2. La technologie SCAPER™, développée depuis 1997 et brevetée par EMG, permettant une "explosion de données" pour générer des environnements 3D d'une précision théorique de 1 cm

Le monde généré contient :
- 9 000 milliards de polygones
- Des textures totalisant 4,3 x 2,1 milliards de pixels
- 40 000 toponymes répertoriés

## Caractéristiques techniques
- Stocké sur 2 CD-ROM
- Compatible avec Windows 98, Windows 2000, ME et Windows XP
- Cartographie des fonds marins (résolution de 10 km)
- Mécanique céleste précise (éclipses, soleil de minuit)
- Réseau hydrographique dynamique
- Compatible avec configurations PC modestes

## Propriété virtuelle
Les joueurs pouvaient revendiquer 1 km² de territoire virtuel via un système en 4 étapes :
1. Exploration du globe pour choisir un site
2. Validation des coordonnées via touche "LAND"
3. Saisie d'un numéro d'enregistrement unique
4. Réception d'un titre de propriété physique par courrier
Les propriétaires avaient des droits exclusifs d'aménagement futur (maisons, parcs d'attractions...), avec gestion des autorisations d'accès.